# Alexander Bain
Alexander Bain (Aberdeen, Escócia, 11 de junho de 1818 — Aberdeen, 18 de setembro de 1903) foi um filósofo e educador escocês da escola britânica de empirismo e uma figura proeminente e inovadora nos campos da psicologia, linguística, lógica, filosofia moral e reforma educacional. Ele fundou a Mind, o primeiro jornal de psicologia e filosofia analítica, e foi a figura principal no estabelecimento e aplicação do método científico à psicologia. Bain foi a primeira cadeira Regius em lógica e Professor de Lógica na Universidade de Aberdeen, onde também ocupou o cargo de Professor de Filosofia Moral e Literatura Inglesa e foi eleito duas vezes Lord Reitor da Universidade de Aberdeen.

## Juventude e educação
Alexander Bain nasceu em Aberdeen, filho de George Bain, um tecelão e soldado veterano, e Margaret Paul. Aos onze anos, ele deixou a escola para trabalhar como tecelão daí a descrição dele como Weevir, rex philosophorum. Ele também fez palestras nos Institutos de Mecânica de Aberdeen e na Biblioteca Pública de Aberdeen.
Em 1836 ele entrou no Marischal College, onde foi influenciado pelo Professor de Matemática John Cruickshank, Professor de Química Thomas Clark e Professor de Filosofia Natural William Knight. No final de seu curso de graduação, ele se tornou um colaborador da Westminster Review com seu primeiro artigo intitulado "Electrotype and Daguerreotype", publicado em setembro de 1840. Este foi o início de sua conexão com John Stuart Mill, que o levou a uma amizade para toda a vida. Ele foi premiado com a Blue Ribbon e também a Grey Mathematical Bursary. Sua carreira e estudos na faculdade foram distinguidos especialmente em filosofia mental, matemática e física e ele se formou com um Master of Arts com as mais altas honras.
Em 1841, Bain substituiu o Dr. Glennie o Professor de Filosofia Moral, que, devido a problemas de saúde, foi incapaz de cumprir suas funções acadêmicas. Ele continuou a fazer isso por três períodos sucessivos, durante os quais continuou escrevendo para o Westminster, e também ajudou John Stuart Mill com a revisão do manuscrito de seu Sistema de Lógica (1842). Em 1843, ele contribuiu com a primeira resenha do livro para o London and Westminster.

## Carreira acadêmica
Em 1845, foi nomeado professor de matemática e filosofia natural na Universidade de Anderson em Glasgow. Um ano depois, preferindo um campo mais amplo, ele renunciou ao cargo e se dedicou à escrita. Em 1848 ele se mudou para Londres para ocupar um lugar no Conselho de Saúde sob Sir Edwin Chadwick, onde trabalhou para a reforma social e tornou-se um membro proeminente do círculo intelectual que incluiu George Grote e John Stuart Mill. Em 1855, ele publicou seu primeiro grande trabalho, The Senses and the Intellect, seguido em 1859 por The Emotions and the Will. Esses tratados ganharam para ele uma posição entre os pensadores independentes. Bain também foi Examinador em Lógica e Filosofia Moral de 1857-1862 e 1864-1869 para a Universidade de Londres e também instrutor de ciência moral para os exames do Serviço Civil Indiano.

Em 1860, ele foi nomeado pela Coroa Britânica para a inauguração Regius Chair of Logic e Regius Chair of English Literature na Universidade de Aberdeen, que foi formada recentemente após a fusão do King's College, Aberdeen e Marischal College pela Scottish Universities Commission em 1858.

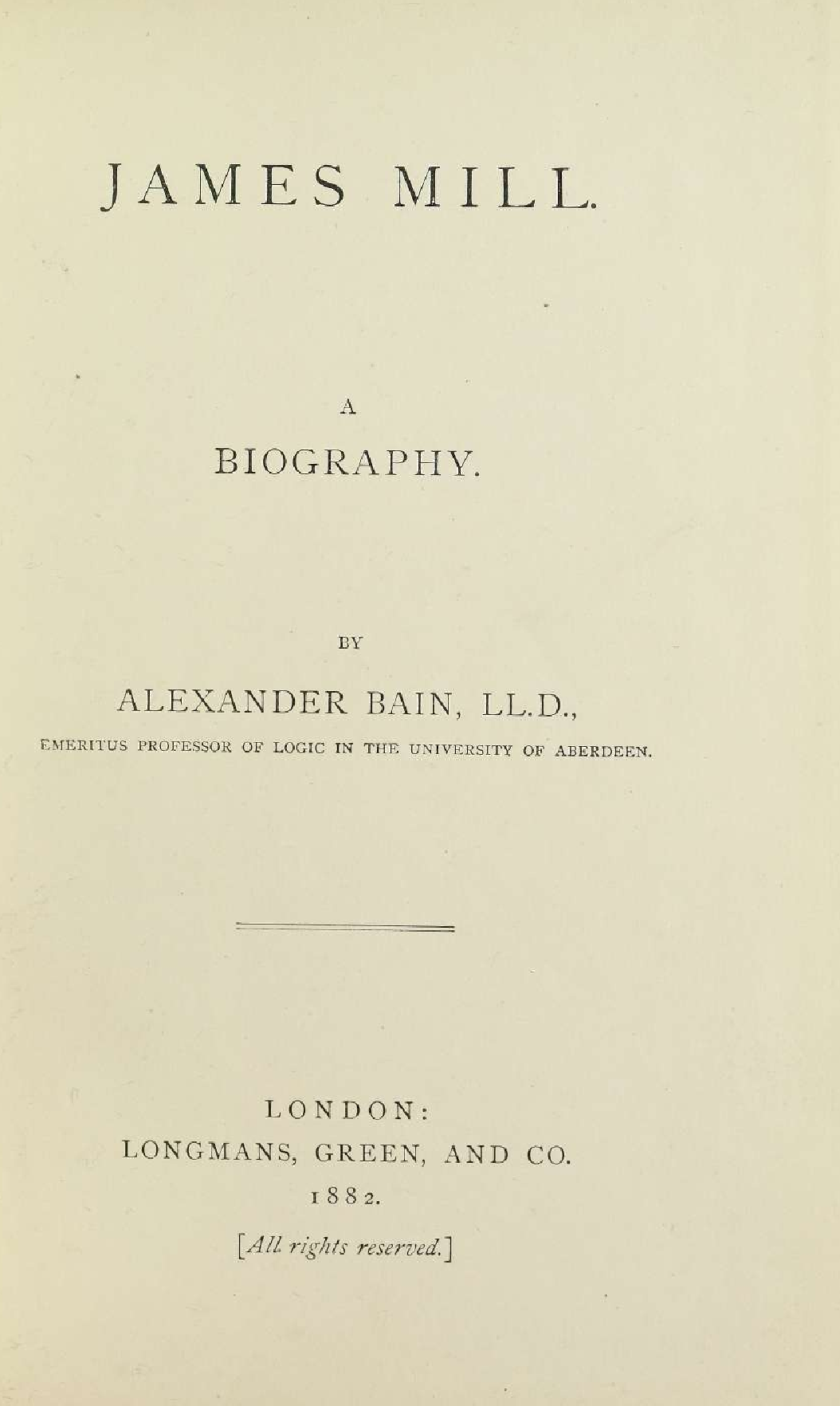
Capa da biografia de James Mill de Bain, 1882

### Lingüística
Até 1858, nem a lógica nem o inglês haviam recebido atenção adequada em Aberdeen, e Bain se dedicou a suprir essas deficiências. Ele teve sucesso não apenas em elevar o Padrão de Educação em geral no Norte da Escócia, mas também em estabelecer uma Escola de Filosofia na Universidade de Aberdeen, e em influenciar amplamente o ensino da gramática e composição do inglês no Reino Unido. Seus esforços foram primeiro direcionados para a preparação de livros didáticos: Higher English Grammar e An English Grammar foram ambos publicados em 1863, seguidos em 1866 pelo Manual of Rhetoric, em 1872 por A First English Grammar, e em 1874 pelo Companion to the Higher Grammar. Esses trabalhos eram abrangentes e suas visões e métodos originais tiveram ampla aceitação.

### Filosofia
Os escritos filosóficos de Bain já publicados, especialmente Os sentidos e o intelecto, aos quais foi acrescentado em 1861 O estudo do caráter, incluindo uma estimativa da frenologia, eram grandes demais para uso eficaz em sala de aula. Conseqüentemente, em 1868, ele publicou seu Manual of Mental and Moral Science, principalmente uma forma condensada de seus tratados, com as doutrinas reafirmadas e, em muitos casos, recentemente ilustradas, e com muitos acréscimos importantes. O ano de 1870 viu a publicação da Logic. Em seguida vieram duas publicações na "International Scientific Series", a saber, Mind and Body (1872), e Education as a Science (1879). Todas essas obras, da Gramática Inglesa Superior para baixo, foram escritos por Bain durante seus vinte anos como professor na Universidade de Aberdeen. Ele também começou o jornal filosófico Mind; o primeiro número apareceu em janeiro de 1876, sob a direção de um ex-aluno, George Croom Robertson, da University College London. Para esta revista, Bain contribuiu com muitos artigos e discussões importantes; e de fato suportou todas as despesas até que Robertson, devido a problemas de saúde, renunciou ao cargo de editor em 1891 e George Stout assumiu a batuta.

### Psicologia
Embora sua influência como lógico e lingüista em gramática e retórica fosse considerável, sua reputação repousa em seus trabalhos em psicologia. Em união com o fisiologista e anatomista comparativo alemão Johannes Peter Müller na convicção psychologus nemo nisi physiologus (não é psicólogo que também não seja fisiologista), ele foi o primeiro na Grã-Bretanha durante o século 19 a aplicar a fisiologia de uma forma completa para a elucidação de estados mentais. Ao discutir a vontade, ele preferiu as explicações fisiológicas às metafísicas, apontando os reflexos como evidência de que uma forma de vontade, independente da consciência, é inerente aos membros de uma pessoa. Ele procurou mapear correlatos fisiológicos de estados mentais, mas se recusou a fazer quaisquer suposições materialistas. Ele foi o criador da teoria do paralelismo psicofísico, que é amplamente usada como base de trabalho por psicólogos modernos. Sua ideia de aplicar o método científico de classificação para fenômenos psíquicos deu caráter científico a sua obra, cujo valor foi realçado por sua exposição metódica e seu domínio da ilustração. Em consonância com isso, também, está sua exigência de que a psicologia seja liberada da metafísica; e a sua liderança se deve, sem dúvida, em grande medida, à posição que a psicologia agora adquiriu como uma ciência positiva distinta. Bain estabeleceu a psicologia, sob a influência de David Hume e Auguste Comte, como uma disciplina mais distinta da ciência por meio da aplicação do método científico. Bain propôs que os processos fisiológicos e psicológicos estavam ligados e que a psicologia tradicional poderia ser explicada em termos dessa associação. Além disso, ele propôs que todo o conhecimento e todos os processos mentais deveriam ser baseados em sensações físicas reais, e não em pensamentos e ideias espontâneas, e tentou identificar a ligação entre a mente e o corpo e descobrir as correlações entre os fenômenos mentais e comportamentais.
William James chama seu trabalho de "última palavra" do estágio inicial da psicologia, mas ele foi na realidade o pioneiro do novo. As investigações psicofísicas subsequentes "foram todas" no espírito de seu trabalho; e embora ele tenha defendido consistentemente o método introspectivo na investigação psicológica, ele foi um dos primeiros a apreciar a ajuda que pode ser dada a ele pela psicologia social, psicologia comparada e psicologia do desenvolvimento. Ele pode, com justiça, reivindicar o mérito de ter guiado o despertar do interesse psicológico dos pensadores britânicos da segunda metade do século XIX em canais frutíferos. Bain enfatizou a importância de nossas experiências ativas de movimento e esforço e, embora sua teoria de um sentido de inervação central não seja mais sustentada como ele a propôs, seu valor como sugestão para psicólogos posteriores é grande. Seu pensamento de que uma crença é apenas uma preparação para a ação é respeitado por ambas teorias pragmatismo e funcionalismo. 

### Outros trabalho
A autobiografia de Bain, publicada em 1904, contém uma lista completa de suas obras, e também a história dos últimos treze anos de sua vida pelo professor WL Davidson, da Universidade de Aberdeen, que ainda contribuiu para a Mind (abril de 1904) uma revisão de Bain serviços à filosofia. Outros trabalhos incluem edições com notas de Moral Philosophy de Paley (1852); Educação como Ciência (1879); Dissertações sobre os principais tópicos filosóficos (1903, principalmente reimpressões de papers in Mind); ele colaborou com J. S. Mill e Grote na edição de Análise dos Fenômenos da Mente Humana de James Mill (1869), e ajudou na edição de Grote Aristóteles e Obras Menores; ele também escreveu um livro de memórias com o prefixo Philosophical Remains de G. Croom Robertson (1894).

## Reforma social
Bain tinha um grande interesse pela justiça social e pelo desenvolvimento e frequentemente era parte ativa nos movimentos políticos e sociais da época; após sua aposentadoria da cadeira de lógica, ele foi duas vezes eleito lorde reitor da Universidade de Aberdeen, cada mandato se estendendo por três anos. Ele foi um defensor vigoroso da reforma, especialmente no ensino de ciências, e apoiou as reivindicações das línguas modernas para um lugar no currículo. Além disso, ele era um ávido defensor dos direitos dos estudantes e, em 1884, a Aberdeen University Debating Society deu os primeiros passos para a introdução de um Conselho Representativo de Estudantes e, posteriormente, Associação de Estudantes da Universidade Aberdeen sob seu apoio.
Bain foi membro do Comitê da Biblioteca Pública de Aberdeen ao longo de sua vida, bem como do Conselho Escolar de Aberdeen. Além disso, o Professor Bain deu palestras e escreveu artigos para os Institutos de Mecânica de Aberdeen e atuou como Secretário de seu Comitê.
Seus serviços para a educação e reforma social na Escócia foram reconhecidos pela atribuição do grau honorário de Doutor em Direito pela Universidade de Edimburgo em 1871. Um busto de mármore dele está na Biblioteca Pública de Aberdeen e seu retrato está pendurado no Marischal College.

## Vida e morte posteriores
Bain aposentou-se de sua cadeira e professor da Universidade de Aberdeen e foi sucedido por William Minto, um de seus alunos mais brilhantes. No entanto, seu interesse pelo pensamento e seu desejo de completar o esquema de trabalho traçado nos anos anteriores permaneceram mais intensos do que nunca. Assim, em 1882 apareceu a Biografia de James Mill, e acompanhando-a John Stuart Mill: a Criticism, with Personal Recollections. Em seguida veio (1884) uma coleção de artigos e jornais, a maioria dos quais tinha aparecido em revistas, sob o título de Ensaios Práticos. Isso foi sucedido (1887, 1888) por uma nova edição da Retórica e, junto com ela, um livro Sobre o Ensino de Inglês, sendo uma aplicação exaustiva dos princípios da retórica à crítica de estilo, para uso dos professores; e em 1894 publicou uma edição revisada de The Senses and the Intellect, que contém sua última palavra sobre psicologia. Em 1894 também apareceu sua última contribuição para a Mind. Passou seus últimos anos em privacidade em Aberdeen, onde morreu em 18 de setembro de 1903. Casou-se duas vezes, mas não deixou filhos. Seu último pedido foi que "nenhuma pedra fosse colocada sobre seu túmulo: seus livros, disse ele, seriam seu monumento".
O Departamento de Filosofia da Universidade de Aberdeen estabeleceu a Medalha Bain em 1883. Ela é concedida anualmente ao melhor candidato que recebe honras de Primeira Classe em Filosofia Mental.
Como o professor William L. Davidson escreveu no obituário em mente de Bainː
"Na morte do Dr. Bain, a psicologia sofreu uma grande perda; mas também a educação e a reforma prática. É raro encontrar um filósofo que combine o filosófico com os interesses educacionais e práticos, e que também é uma força ativa na comunidade em que mora. Essa combinação estava aqui. Não deixemos de apreciá-la".

## Obras
- "Early Life of James Mill", from Mind, Vol. 1, No. 1 (January 1876).
- Review of Herbert Spencer's Principles of Sociology, from Mind, Vol. 1, No. 1 (January 1876).
- "Mr. G. H. Lewes and the Postulates of Experience", from Mind, Vol. 1, No. 1 (January 1876).
- Education as a Science, New York: D. Appleton and Company, 1884
- Practical Essays
- Dissertations on Leading Philosophical Topics
- Autobiography by Alexander Bain LL.D. London: Longmans, Green & Co. 1904
- Elements of chemistry and electricity: in two parts
- Astronomy
- James Mill, A Biography 1 ed. , London: Longmans, Green & Co., 1882, consultado em 11 de dezembro de 2012
- John Stuart Mill: A Criticism: With Personal Recollections, London: Longmans, Green & Co., 1882
- The Art of Study
- Is There Such a Thing As Pure Malevolence?
- The Classical Controversy
- The University Ideal: Past and Present
- On Teaching English: With Detailed Examples and an Enquiry Into the Definition of Poetry
- English Composition and Rhetoric: Emotional qualities of style
- English Composition and Rhetoric: Intellectual elements of style
- English grammar as bearing upon composition
- First English Grammar
- A Higher English Grammar
- An English grammar
- English composition and rhetoric: A manual
- Logic: Induction
- Logic: Volume 1
- Deduction
- Some Points in Ethics
- Fragments on ethical subjects
- The Moral Philosophy of Paley
- The emotions and the will 1859
- The senses and the intellect
- Mind And Body: The Theories Of Their Relation
- Physiological Expression in Psychology
- Analysis of the phenomena of the human mind: Volume 1
- How to study character; or, The true basis for the science of mind
- The emergence of neuroscience in the nineteenth century: Mind and body: the theories of their relation
- Pleasure and Pain
- On the study of character: including an estimate of phrenology
- Mental science: a compendium of psychology, and the history of philosophy, designed as a text-book for high-schools and colleges
- Moral science: a compendium of ethics
- Mental and moral science: A compendium of psychology and ethics, London: Longmans, Green & Co., 1868
- Mental and Moral Science: Psychology and history of philosophy
- Mental and Moral Science: Theory of ethics and ethical systems

## Referência
1. ↑  Kunitz, p. 30
2. ↑  Bain, Alexander (novembro de 2000). Higher English Grammar (em inglês). [S.l.]: Adegi Graphics LLC
3. ↑  Bain, Alexander (1863). An English grammar (em inglês). [S.l.: s.n.]
4. ↑  Bain, Alexander (1870). Logic, Part First, Deduction. I 1 ed. London: Longmans, Green, Reader & Dyer. Consultado em 16 de junho de 2014
5. ↑  Bain, Alexander (1870). Logic, Part Second, Induction. II 1 ed. London: Longmans, Green, Reader & Dyer. Consultado em 16 de junho de 2014
6. ↑  Bain, Alexander (1873). Mind and body. The theories of their relation. Francis A. Countway Library of Medicine. [S.l.]: New York : D. Appleton and company
7. ↑  Alexander Bain (1879). Education as a Science (em inglês). unknown library. [S.l.]: D. Appleton
8. ↑  Columbia Encyclopedia
9. ↑  Dicionário Oxford de Filosofia
10. ↑  Alexander Bain (1904). Autobiography (em inglês). University of Michigan. [S.l.]: Longmans, Green, and co.
11. ↑  Alexander Bain (1882). John Stuart Mill: A Criticism : with Personal Recollections (em inglês). Harvard University. [S.l.]: Longmans, Green
12. ↑  Alexander Bain: The Story of the Life of the Famous Aberdeen Professor. New York Times (1857–1922); 30 July 1904, pg. BR514